# ديفيداس دولكيس
ديفيداس دولكيس (بالليتوانية: Deividas Dulkys) مواليد 12 مارس 1988 في الجمهورية الليتوانية السوفيتية الاشتراكية، هو لاعب كرة سلة ليتواني. بدأ مسيرته الاحترافية في سنة 2012. يلعب مع أوبرادويرو لكرة السلة في الدوري الإسباني لكرة السلة. يحمل الرقم 3. يبلغ طوله 6 قدم 4.75 بوصة (1.9 م).

## المسيرة الاحترافية
لعب مع ليتوفوس رايتس من سنة 2012 إلى 2014، ثم لعب مع رير فينيزيا مستري في موسم 2014–2015، ثم لعب مع أوبرادويرو لكرة السلة في الدوري الإسباني في سنة 2016.

## روابط خارجية
- ديفيداس دولكيس على موقع الاتحاد الدولي لكرة السلة (الإنجليزية)
- ديفيداس دولكيس على موقع الدوري الأوروبي لكرة السلة (الإنجليزية)
- ديفيداس دولكيس على موقع الدوري الإسباني لكرة السلة (الإسبانية)
- ديفيداس دولكيس على موقع كرة السلة الأوروبية.كوم (الإنجليزية)
- ديفيداس دولكيس على موقع DraftExpress.com (الإنجليزية)
- ديفيداس دولكيس على موقع كلية كرة السلة في سبورتس رفرنس.كوم (الإنجليزية)
- ديفيداس دولكيس على موقع ريلجم (الإنجليزية)
- ديفيداس دولكيس على موقع بروبوليرز (الإنجليزية)
- ديفيداس دولكيس على موقع سبورتس رفرنس (الإنجليزية)
- ديفيداس دولكيس على موقع سبورتس رفرنس (الإنجليزية)